# Vaduz

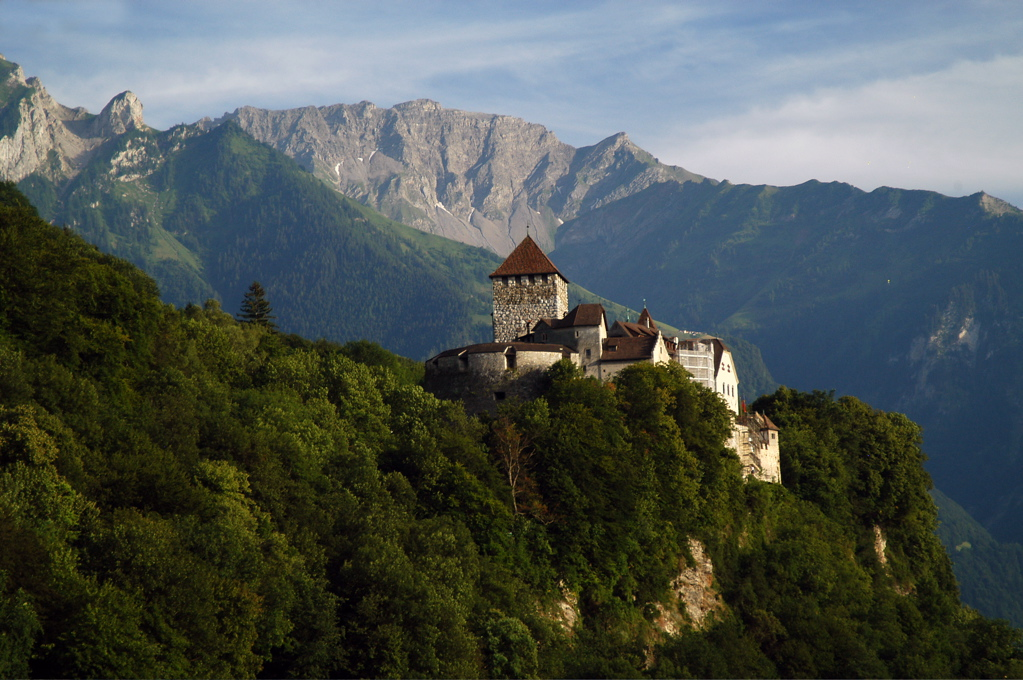
Vaduz vára, a város egyik legfeltűnőbb pontja

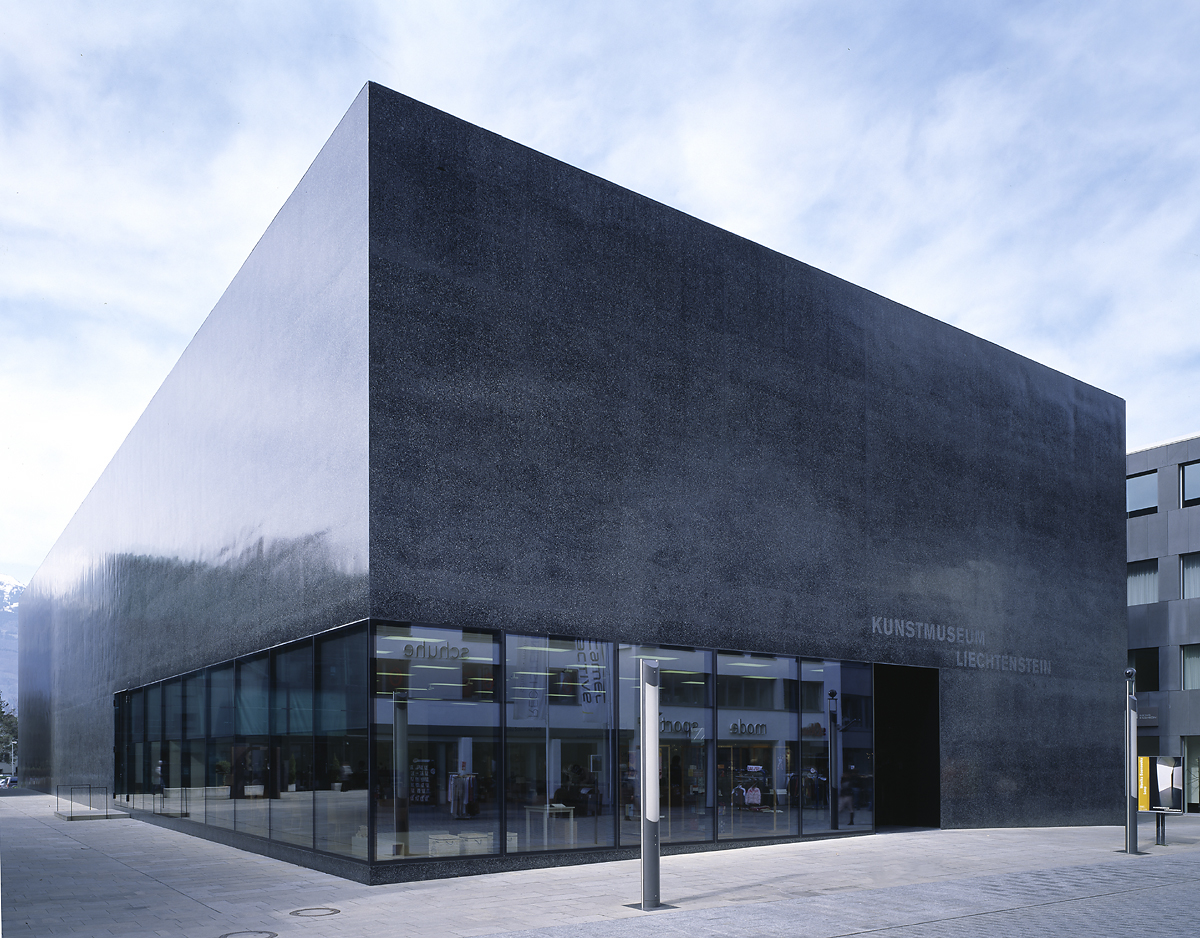
A vaduzi művészeti múzeum

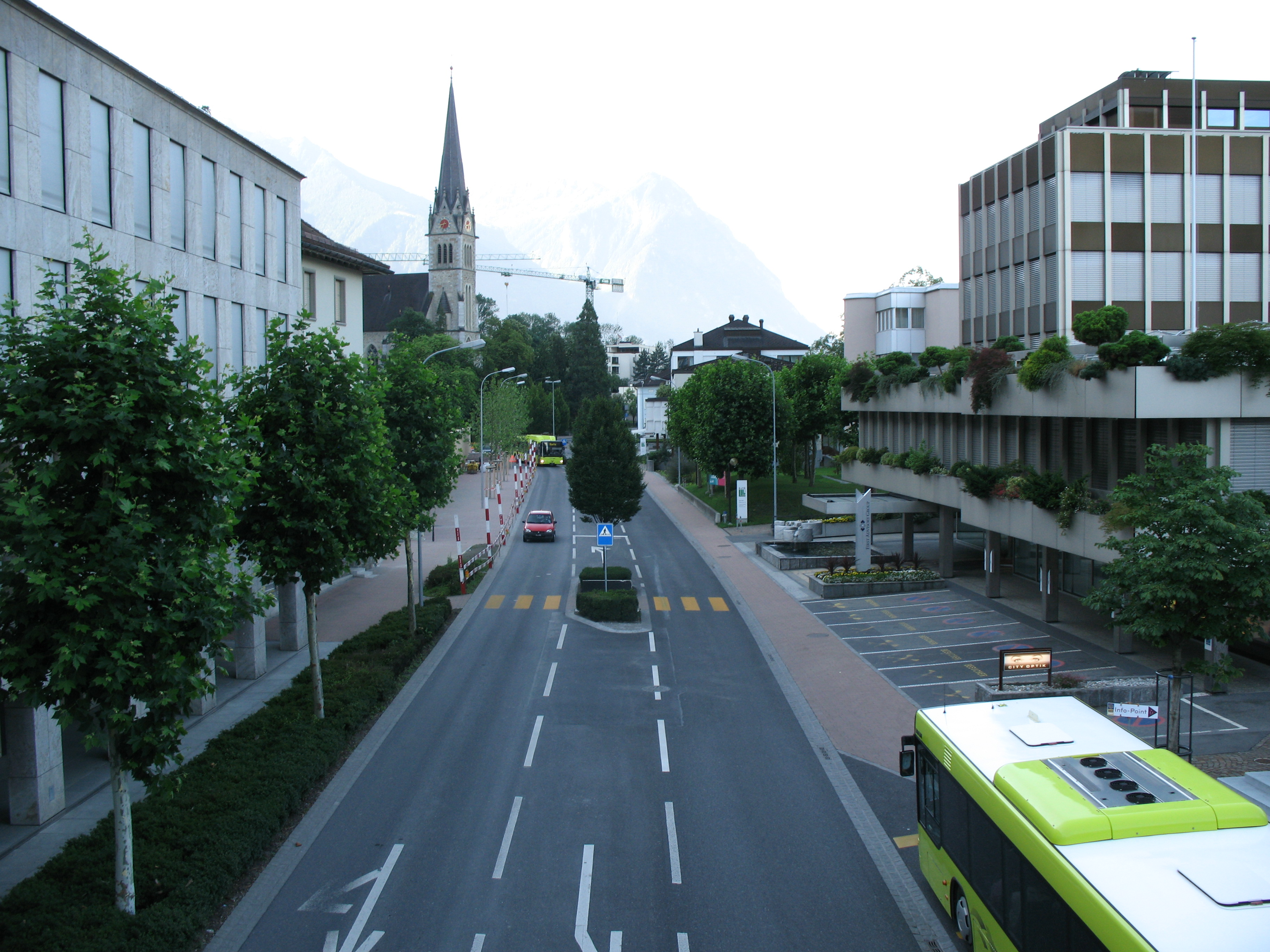
Élénk színű buszok - Äulestrasse

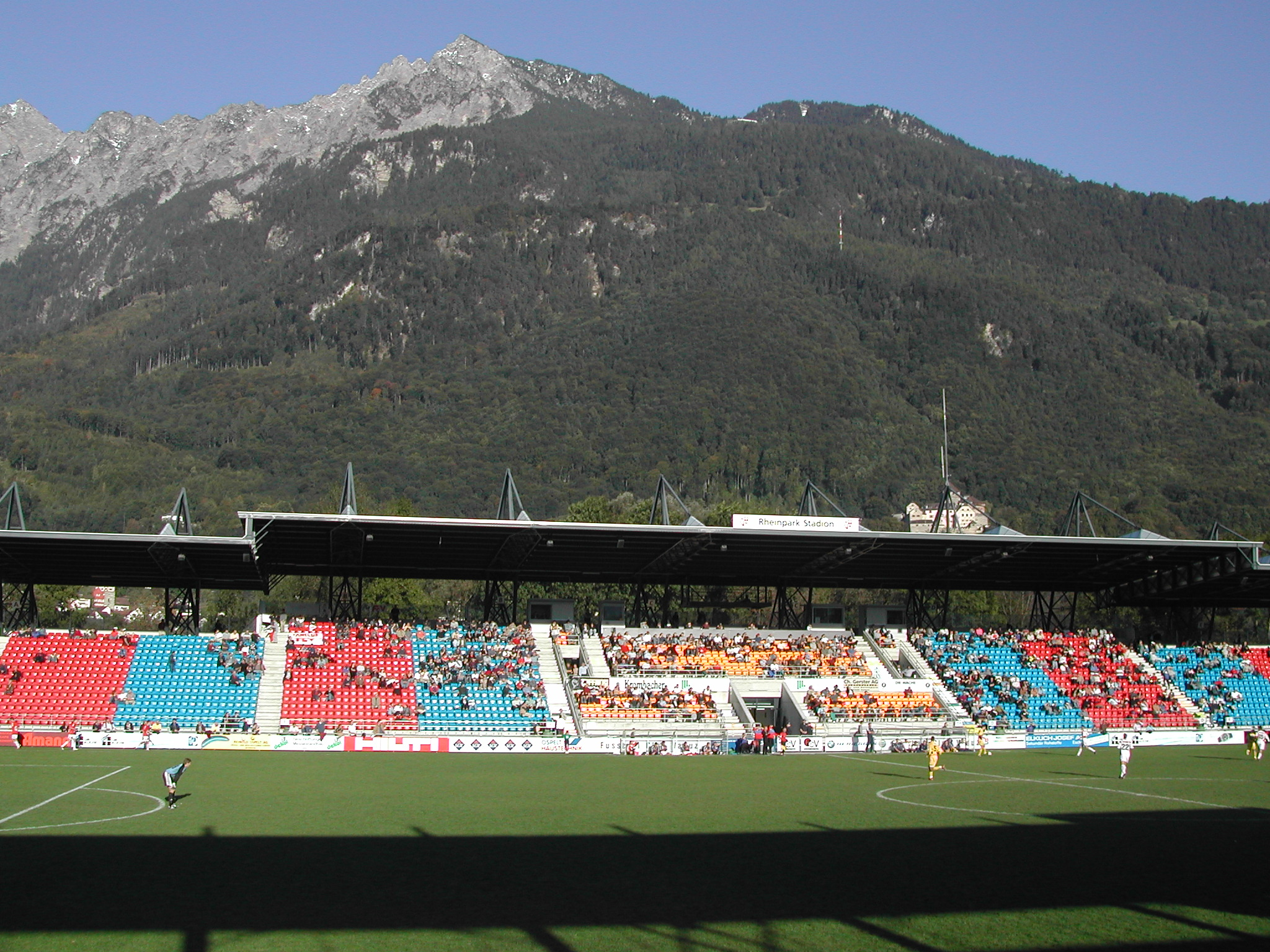
Rheinpark Stadion

Vaduz (német kiejtése: kiejtéseⓘ), (alemannul Vadoz) a Liechtensteini hercegség fővárosa, a nemzeti parlament (Landtag) és a liechtensteini hercegi család székhelye. Székesegyháza a római katolikus érsek székhelye. A város a Rajna partján fekszik.
Bár Vaduznak nagyobb a hírneve, a vele szomszédos Schaan a hercegség legnépesebb települése.

## Éghajlata
| Hónap                         | Jan. | Feb. | Már. | Ápr. | Máj. | Jún. | Júl. | Aug. | Szep. | Okt. | Nov. | Dec. | Év   |
| ----------------------------- | ---- | ---- | ---- | ---- | ---- | ---- | ---- | ---- | ----- | ---- | ---- | ---- | ---- |
| Átlagos max. hőmérséklet (°C) | 4,3  | 5,9  | 11,1 | 15,1 | 19,8 | 22,3 | 24,5 | 23,7 | 19,7  | 15,5 | 8,9  | 5,1  | 14,7 |
| Átlaghőmérséklet (°C)         | 0,7  | 2,0  | 6,2  | 9,9  | 14,4 | 17,0 | 19,0 | 18,4 | 14,8  | 10,9 | 5,1  | 1,8  | 10,1 |
| Átlagos min. hőmérséklet (°C) | −2,8 | −1,8 | 1,9  | 4,8  | 9,3  | 12,1 | 14,0 | 13,9 | 10,5  | 6,7  | 1,7  | −1,4 | 5,8  |
| Átl. csapadékmennyiség (mm)   | 41   | 38   | 57   | 55   | 86   | 115  | 138  | 142  | 102   | 63   | 59   | 52   | 948  |
| Havi napsütéses órák száma    | 70   | 91   | 124  | 144  | 166  | 170  | 194  | 177  | 145   | 116  | 68   | 52   | 1517 |
| Forrás: MeteoSwiss            |      |      |      |      |      |      |      |      |       |      |      |      |      |

## Történelem
Vaduzban találhatunk művészeti gyűjteményeket, postamúzeumot, valamint élénk a turizmusa. A Curta nevű mechanikus számológépet itt készítette a Contina AG Mauren cég.
Vaduzt 1150-ben említik először. Vélhetően a 12. században alapították Werdenberg hercegei. 1322-ben már megemlítették várát, amelyet a svájciak kifosztottak.
A 14. század közepe óta van itt a székhelye a grófnak. 1719-ben a grófi város és a schellenbergi földesúr alapították meg az országot. 1723 óta itt ülésezik a Parlament (Reichstag).

## Címer
Vaduz címere Werdenberg címeréből eredeztethető. Werdenberg-Sargan gróf címere egy ezüst lobogó három lapp ember és három karika, amelyek piros alapon szerepelnek.
1932-ben az országban elsőként vezetett be címert. 1978-ban határozták meg a címer tulajdonságait.

## Politika
Manfred Bischof (FBP) 2019 májusa óta Vaduz polgármestere.

## Kultúra és látnivalók

### Látnivalók
- Vaduz vára: Vaduz jelképe a 12. században épült, és a 16. és 17. században bővítették. A kastély 1712 óta a liechtensteini hercegek birtokában van, de sokáig nem volt lakott, és egyre inkább pusztulásnak indult. Csak a 20. század elején újították fel alaposan, és 1938-ban II. Ferenc József herceg lett az első liechtensteini herceg, aki állandó lakóhelyévé alakította a kastélyt. Azóta nem látogatható. [2]
- Parlament (Landtag): 2008-ban 7 éves építkezés után megnyílt a parlament épülete, azóta itt van a liechtensteini országgyűlés székhelye, a képviselők egyetlen kerek asztalnál foglalnak helyet. Több mint egymillió téglát, 600 tonna acélt és 5800 köbméter betont használtak fel a 42,2 millió svájci frankba kerülő építkezésnél. [3]
- Szent Florin székesegyház: A neogótikus templom 1868 és 1873 között épült, és 1873. október 5-én szentelték fel. A plébániatemplom felavatásával Vaduzt plébániává emelték, mivel a plébánia addig az eredeti schaani plébániához tartozott. 1997-ig Liechtenstein a Churi egyházmegyéhez tartozott. 1997. december 2-án II. János Pál pápa megalapította a vaduzi érsekséget és leválasztotta a Churi Egyházmegyétől. A vaduzi főegyházmegye megalapításával egy időben a Szent Florin plébániatemplom székesegyházzá emelkedett.[4]
- Rotes Haus (vagy „Vaistlihof“): Ez egy középkori lépcsős oromzatos ház Vaduzer Mitteldorfban. 1400 és 1500 között a Vaistlihoz, az akkori hadsereghez tartozott. A házat a Vaistlis örököse 1525-ben vásárolta meg a thurtali Szent János-kolostortól. Tartozk hozzá egy szőlőültetvény is.

### Színház
- Kleintheater Schlösslekeller Vaduz
- Operettszínpad
- Opernverein Vaduz

### Múzeum
- Liechtenstein Művészeti Múzeum
- Vaduzi bélyegmúzeum
- Nemzeti Múzeum
- Símúzeum
- Engländerbau kiállítóépület

## Gazdaság és infrastruktúra
Jelentős gazdasági ágazatok a turizmus, a gyümölcs- és bortermelés. Vaduz mindenekelőtt fontos pénzügyi és telekommunikációs központ.
Vaduz legfontosabb infrastrukturális intézményei, vállalatai:
- Liechtensteini főiskola
- Liechtensteini Nemzeti Könyvtár
- Liechtensteini országos kórház
- Bahnhof Schaan-Vaduz
- Liechtensteini Busztársaság
- Liechtensteini Bankok Egyesülete
- Radio Liechtenstein

## Sport
- FC Vaduz (futball): 2019-re 47 alkalommal nyerte el a Liechtenstein-kupát, a második legmagasabb svájci bajnokságban, a Challenge Ligában szerepel.[5] Első idegenbeli győzelmét nemzetközi mérkőzésen az Újpest ellen aratta
- Rheinpark Stadion: 1998-ban épült, 7.838 férőhelyes, az FC Vaduz és a nemzeti válogatott otthona
- VBC Galina (röplabda)
- FIVB Beach Volleyball Satellite Vaduz (röplabda)
- Mühleholz Uszoda
- Minigolf egyesület

## Híres vaduziak
- Josef Gabriel Rheinberger (1839-1901) – komponista és zenepedagógus
- Wolfgang Haas (1948-) – Vaduz első érseke 1997 óta

## Fordítás
Ez a szócikk részben vagy egészben  a   Vaduz című német Wikipédia-szócikk fordításán alapul.  Az eredeti cikk szerkesztőit annak laptörténete sorolja fel. Ez a jelzés csupán a megfogalmazás eredetét és a szerzői jogokat jelzi, nem szolgál a cikkben szereplő információk forrásmegjelöléseként.